# Tatsuya Enomoto
Tatsuya Enomoto (jap. 榎本 達也, Enomoto Tatsuya; * 16. März 1979 in Nerima, Tokio) ist ein japanischer Fußballspieler.

## Laufbahn
Enomoto begann während der Grundschule mit dem Fußball, wo im Verein Warabi-shi Kitamachi Sports Shōnendan („Jungensportclub Warabi-Nord“) spielte und danach in der Mannschaft der 2. Mittelschule Warabi. Anschließend besuchte er die 10 km entfernte private Urawa-Gakuin-Oberschule in Saitama, die einen starken Sportfokus hat und einige Profifußballer hervorbrachte. Nach seinem Schulabschluss wurde er 1997 vom Erstligisten Yokohama F. Marinos unter Vertrag genommen, wo er am 5. August 2000 sein J.League-Debüt hatte. 2007 wechselte er zu Vissel Kōbe, 2011 zu Tokushima Vortis, 2013 zu Tochigi SC und spielt seit 2015 für den FC Tokyo.
Enomoto war Mitglied der U-19/U-20-Auswahl, mit der er sich für die Junioren-Fußballweltmeisterschaft 1999 qualifizierte, sowie der U-21-Auswahl.

## Errungene Titel
- J. League: 2003, 2004
- J. League Cup: 2001